# Schumacher Ákos
Schumacher Ákos (1973. január 1. – 2022. április 29.) magyar triatlonista, edző és testnevelő tanár. A KSI-ben öttusázott 18 éves koráig, majd később a triatlonban ért el sikereket. 1995 és 1999 között a felnőtt magyar triatlon-válogatott tagja volt. Tízszeres magyar bajnok.

## Végzettségek
- 1998-2002: Pécsi Tudományegyetemen testnevelő tanár szakon diplomázott.[3]
- 1994-1995 A testnevelési Egyetemen triatlon edzői végzettséget szerzett.
- 2015 TRX edző végzettséget szerzett az R-Med által szervezett tanfolyamon.

## Eredmények

### Hazai
Középtávon két évben lett magyar bajnok, 1995-ben és 1996-ban. Olimpiai távon 1996-ban győzött az országos bajnokságon. Összesen tízszeres magyar bajnok.

### Nemzetközi
1995 és 1999 között a felnőtt magyar triatlon-válogatott tagja volt. Európa-bajnokságon, világbajnokságon és kupaversenyeket képviselte Magyarországot.

| Helyezés | Év   | Helyszín     | Verseny            | Dátum                | Kategória    | Idő      |
| -------- | ---- | ------------ | ------------------ | -------------------- | ------------ | -------- |
| 56.      | 1993 | Manchester   | Világbajnokság     | 1993. augusztus 22.  | junior férfi | 02:06:26 |
| 28.      | 1996 | Szombathely  | Európa-bajnokság   | 1996. július 7.      | elit férfi   | 01:47:11 |
| 38.      | 1997 | Monte Carlo  | Világkupaverseny   | 1997. június 29.     | elit férfi   | 02:02:14 |
| -        | 1997 | Tiszaújváros | Világkupaverseny   | 1997. augustztus 10. | elit férfi   | -        |
| 25.      | 1998 | Győr         | Európa-kupaverseny | 1998. szeptember 20. | elit férfi   | 01:44:12 |

## Edzőként
A Pécsi Tudományegyetemen testnevelőtanár-szakon diplomázott, majd a Testnevelési Egyetemen triatlonedzői végzettséget szerzett.  
2003-ban kezdett edzősködni. Öttusában futóedzőként a KSI-ben, triatlonban pedig mindhárom számban edző volt a Lágymányosi TK színeiben. A Budaörsi TK-ban dolgozott 2007 és 2009 között, majd az Uniqa Team egyik vezetőedzőjeként tevékenykedett 2009 és 2014 között. Később a Márkus Emese UP-edzővel közösen létrehozott újbudai Megathlon SE-ben kamatoztatta tudását, ahol elnök és vezetőedző is volt egyben.
Öttusában a junior vb-győztes és felnőtt EB-győztes Földházi Zsófia, valamint a több világkupaversenyen és Európa-bajnokságon is érmet szerző és olimpia résztvevő Kasza Róbert futóedzője volt. Triatlonban a junior vb bronzérmes Király Kristóf edzője volt. Szintén tanítványai voltak Dudás Eszter és Bragmayer Zsanett (akkori nevén Horváth Zsanett), akik az ifjúsági olimpián csapatban aranyat nyertek. Szintén Schumacher irányította Poór Brigitta tereptriatlonista felkészülését, aki világkupaversenyt nyert.  